# 岬のマヨイガ
『岬のマヨイガ』（みさきのマヨイガ）は、柏葉幸子による日本の児童文学。『岩手日報』内の『日報ジュニアウイークリー』内で2014年5月10日から2015年7月4日まで連載され、2015年9月11日に内容を加筆修正した単行本が講談社から刊行された。
柏葉のデビュー40周年記念作品。岩手県の沿岸地方にある「狐崎」を舞台に、東日本大震災をモチーフとした災害で被災した身寄りのない少女と主婦、そしてその2人に救いの手を差し伸べた老婆の3人が、古民家で共同生活を営みながら、遠野物語を彷彿とさせる伝承や妖怪に出会う日常ファンタジーとなっている。2016年には第54回野間児童文芸賞を受賞した。

## あらすじ
夫による家庭内暴力から逃げてきた佐野ゆりえは、岩手県内の列車で萌花という少女と乗り合わせる。萌花は伯父に引き取られる途中で、その境遇が気になったゆりえは、萌花の目的地・狐崎で一緒に下車し、後について昼食に入った飲食店で大地震に見舞われた。ゆりえと萌花は高い場所にある駅のホームに逃げて津波が眼下に押し寄せる様を目にする。翌日、二人は避難所の体育館に移り、ゆりえが名前を問われて困っていたところ、山名キワという老女がゆりえと萌花を嫁の結と孫のひよりだと話しかけた。ゆりえはその言葉に従い、身寄りのない萌花と3人で一緒に暮らし始める。萌花は話すことができなかった。
2か月後の5月には、萌花は地元の小学校にスクールバスで通っていた。キワたちは、ボランティアから紹介された岬近くにある茅葺きの古民家に入居する。ゆりえは中古の軽自動車を契約した。転居した夜にキワは昔話をする。山で道に迷った娘が誰もいないのに人が住んでいるような家に行き当たり、怖くなって逃げ帰ったが、その家のお椀が後日川に流れてきてそれを使った娘の家が栄えたという。その「誰もいない家」は「マヨイガ」と呼ばれていたとキワが言うと、ゆりえはこの家もマヨイガのようだと話した。その頃、避難所にはゆりえの夫らしき男性が人捜しに来たが、娘連れと聞いて「人違い」だと去ったとゆりえは聞く。ゆりえは不安を感じる。
天気のいい日、3人は萌花の友達である巻尾玲子と一緒に岬の草原で昼食を取る。キワは別の昔話をした。この浜に住んでいた太助という男が遠野に行った帰りに助けた娘と結婚し、浜が津波にやられたときに娘の実家から多くの食べ物や着物、夜具が贈られた。娘には狐だという噂があったので浜には狐崎という名が付き、太助の家に通う狐の尾が巻いていたので「巻尾」という姓になったのだという。岬の対岸にある袖ケ浦の崖には「窯」と呼ばれる3つの洞窟があり、崖の上には「三つ窯稲荷」という神社があったが、震災の津波で流失していた。玲子がもう一つの「四の窯」が海中に開いていると話すと、キワは神社の神体は四の窯の中にあって、神社は四の窯の真上にあったのだという。
梅雨明けが近づいた頃、キワは自宅に岩手県内各地の川に住む8人の河童を呼び寄せて海に潜らせ、「四の窯」の様子を探ってもらう。河童は「四の窯」には何かが封印されていたが逃げ出したような形跡があったと話す。キワは河童に驚くゆりえと萌花に、河童を知る人間になってもらうので他言しないようにと話した。
3人の飼い猫など、周辺のペットが理由もなくけがをする事件が相次ぐ。萌花は、玲子から神楽の稽古に誘われる。玲子の祖父宅に出向いた萌花は、経文に似たお囃子に交通事故で死んだ両親の葬儀を思い出して逃げたが、ゆりえが励まして戻る。帰宅後、キワは浜に伝わる「アガメ」という魔物の昔話をする。「アガメ」は、目の赤い鬼の子と海ヘビで、人間よりも先にこの浜に住んでいた。鬼のアガメが成長すると近くの人を襲うようになり、旅の僧侶が法力で鬼を倒して死体を焼き、爪だけが残った。海ヘビは僧侶を鬼の爪ごとさらって海に消え、その後浜に人が住み着いた。太助がいた頃、津波の後に海ヘビが人などを襲い、太助は娘の実家からもらった「マキリ」という小刀で海ヘビを仕留めた。その海ヘビを祀ったのが「四の窯」だとキワは言い、今起きている怪事件もアガメの爪の仕業ではないかと話した。キワによるとアガメは人の後悔や悲しみ、つらさ、後ろめたさといった感情を喰らい、今の狐崎にはそうした思いが渦巻いているという。キワは津波で流失した地元の地蔵の代わりに県内各地の地蔵を夜の間だけ呼び寄せて、魔物を防がせる。萌花は神楽の笛を習う。
萌花が夏休みに入ると、3人はゆりえの運転する軽自動車でキワの故郷である遠野に向かう。キワは六角牛山の近くに本物のマヨイガを探し出し、3人は曲り家のマヨイガに泊まる。夜、マヨイガの庭には座敷童子や河童、サムトの婆、オシラ様、オクナイ様といった妖怪、それに狐、狼、猿らの動物が集まる。彼らは狐崎にアガメの爪が現れたことを心配し、オシラ様はマキリが玲子の祖父宅にあるのではないかと話す。動物たちは狐崎に行くと伝えた。キワは寝床で庭にいた者の正体を二人に教え、長く生きて知恵を得た動物を「ふったち」と呼ぶと話す。
翌日、狐崎に戻るとキワを玲子の祖父宅に下ろしてからゆりえと萌花は自宅に向かう。その間に会った人から、遠く離れていた知人や親戚が戻ってくる話をいくつも聞く。自宅近くでは、目を赤く光らせた萌花の伯父やゆりえの夫が現れて彼らを連れて行こうとした。権現様が乗り移った狛犬に助けられた萌花は、ゆりえを助けたいと思ったときに声が出るようになる。目に手を出したり土をかけると、怪しい男たちは消えた。狛犬はこの男たちの正体は海ヘビだという。街では人たちが無言で海の方に歩き、ゆりえや萌花が声をかけても反応しなかった。不気味な静寂を破ろうと萌花が神楽の笛を奏でると人々の足は止まり、狛犬や「ふったち」の呼びかけで正気に戻った。そこに「マキリ」を手に入れたキワが戻ってきた。キワは海ヘビが人々が気にかけている人たちを幻として出したのではないかという。そのとき、近くにいた赤い目の男がキワを襲おうとして狼に妨害され、海ヘビの正体を現す。海ヘビは「ここはアガメと私たちの土地だ」と叫び、ゆりえと萌花をさらったが、狛犬たちが宙づりにして二人を助け、猿がマキリで海ヘビを仕留めた。
翌朝、ゆりえはキワに萌花を伯父と暮らせるようにすると話していると、起き出した萌花はキワとずっといたいと言う。キワもゆりえと萌花は自分の家族だから、二人が狐崎を離れるときまで一緒にいると答えた。

## 登場人物

### 人間
山名キワ（やまな キワ）
87歳の老女。遠野市の登戸（のぼと）に住んでいたが、空きのあった狐崎の介護施設に入る予定だった日に震災に遭遇。避難所となった中学校に連れてこられ、そこにいたゆりえと萌花を自分の嫁と孫として扱い、家族のように暮らす。若い頃に「いろいろな町」で暮らしていたため、なまりの出ない話し方をする（昔話を語るときは方言で話す）。
 佐野ゆりえ（さの ゆりえ）
親身だった姑の死を機に、暴力をふるう夫の下から逃げてきた女性。東京周辺に居住していた。「南のほう」に故郷があったため、反対の北に向かっていたところで萌花と出会い、震災に遭遇した。キワから嫁の「結」（ゆい）として扱われ、萌花は「ユイママ」と秘かに名付ける。コンタクトレンズをしていたが、入手困難なことから眼鏡に換え、また肩まであった髪を途中でショートカットに変えている。
 萌花（もえか）
小学生の少女。姓は作中に出てこない。両親と交通事故で死別し、狐崎の伯父に引き取られる予定だった。キワから孫の「ひより」として扱われる。物語の始まった時点では声を出すことができず、会話はメモで筆談する。学校が再開してからは5年生のクラスに在籍。両親と暮らしていた頃はバレエを習っていた。住んでいる岬に「子狐岬」と名付ける。また、神楽囃子に驚いて逃げた後、つらい気持ちを筆談で「どうしてわたしだけって」「わたし、何も悪いことしてない」と話した。
巻尾玲子（まきお れいこ）
萌花の同級生で、自宅は高台にあるため津波の被害に遭わなかった。神楽では「鳥舞」を踊る。親友（神楽でも仲間）で、神奈川県に転居した香奈から、約束した手紙が来ないことを気にしていた。
玲子の兄
中学生で、名前は出てこない。神楽では獅子頭を手に付ける「権現舞」を踊る。
玲子の祖父
元は網元だった大きな家に住む。三つ窯稲荷の氏子総代で、秋祭りは開きたいと神楽の稽古を再開する。キワにマキリは分家にやったと教えた。
吉井さん
家が津波の被害に遭わず、震災の食事ボランティアをしている女性。キワたちが転居した家は彼女のおばの家だった。震災で親を亡くした子どもの親代わりもしている。

### 人間以外
河童
岩手県内の川に住む河童で、キワの家に来たのは北上川・雫石川・豊沢川・猿ヶ石川・馬淵川と記される。体色は緑ではなく「赤黒いような色」である。馬淵川の河童は萌花が話せないと聞いて「そりゃ、かわいそうになぁ。ゆったりかまえていれば、今に声もでるんだし。心配することはねぇんだぞ」と話し、素直に同情して励ます言葉に萌花は泣きそうになった。
田中のお地蔵様
盛岡市にある地蔵（実在）。体が大きいため、狐崎に飛んできたときには「こぶ」が現れたと噂になった。キワから大きな体で動くと騒動になるので、これからは来ないようにと言われる。
うん角（うんづの）
宮城県気仙沼市の一景島神社にいる、角の生えた狛犬（実在）。体のない権現（獅子頭）が乗り移って狐崎に飛来し、萌花を助け、街の人たちに声をかけたりした。もう一頭の「あ角」も狐崎に飛来。
小福（こふく）
　吉井さんがキワたちの家に連れてきた雄の縞猫。来たときには痩せていたが、梅雨明け近くには肥満体になり「チェシャ猫そっくりになった」と記されている 。命名はキワで、飼い猫にはずっと同じ名を付けていると話す。

## 書誌情報
- 柏葉幸子（著）・さいとうゆきこ（イラスト） 『岬のマヨイガ』 講談社〈文学の扉〉、2015年9月11日発売[2]、ISBN 978-4-06-283235-9

## 舞台
2021年2月から3月にかけて、岩手県内4か所と東京にて公演。出演は竹下景子、栗田桃子ほか。

### スタッフ（舞台）
- 原作 - 柏葉幸子[15]
- 脚本・演出 - 詩森ろば[15]
- 人形デザイン・操演指導 - 沢則行[15]

## アニメ映画
小説をもとに劇場アニメが制作され、2021年8月27日に公開された。第76回毎日映画コンクールアニメーション映画賞を受賞。
本作品は、東日本大震災の被災地支援の一環として、東北を舞台としたアニメーションを制作してその魅力を伝えるフジテレビの企画「ずっとおうえん。プロジェクト 2011+10…」の一作として制作された。これは特に大きな被害を受けた岩手県、宮城県、福島県の東北3県を舞台としたアニメーションを制作することでアニメを観たファンにその地域の魅力に気づかせ、観光資源の1つとなっているアニメファンの"聖地巡礼"を起こすことで長期的な被災地支援につながることを目指す企画である。
登場人物の設定は原作から変更されており、「結」ことゆりえに代わって元高校生の少女・ユイが加えられているほか、原作の「ひより」こと萌花に当たるひよりの学年は小学2年生となっている。ほかにも以下のような設定の違いがある（その他の人物の設定に関する違いは「登場人物」節に記載）。
- 物語は震災の1月半ほど後から始まっており[21]、直接地震や津波を描写する場面はない。
- キワたちが住む家が曲り家で、明確に（昔話に出てくる）マヨイガとして設定されている[22][注釈 9]。本作品では「吉井さんの曾祖父の家」で[24]、キワは雫石川の河童からこの家のことを教えられていた[25]。
- 妖怪たちのことを「ふしぎっと」と呼ぶ[22]。遠野のマヨイガの庭には岩手に限らず、東北各地の「ふしぎっと」が集まる[26]。一方、「ふったち」は出てこない。
- 「四の窯」の調査のために来る河童は「六匹」[27]。
- 狐崎に伝わる神楽は「狐舞」で、破魔矢を手に持って踊る（原作の「権現舞」や「鳥舞」は出てこない）[28]。
- 地蔵たちは、河童からアガメの話を聞いて自分から狐崎に来る[29]。
- ユイたちは、遠野のマヨイガには河童に船を引いてもらって川を遡る形で訪問[30]。遠野のマヨイガは「家というより旅館のよう」な建物[31]。
- 太助の嫁取りにまつわる昔話は登場しない。アガメの昔話では鬼が出てこず、人よりも先に浜に住んでいたという設定もない[32]。海ヘビのアガメは子狐からマキリを贈られた老人が相打ちで倒したことになっている[32]。「子狐岬」の名前はこの昔話に由来する設定[32]。
- アガメの海ヘビは何体にも分裂した後に合体して巨大化し[33]、空に浮かぶこともできる[34]。
- マキリは遠野のマヨイガで子狐からキワに渡される[35]。
- 「ふしぎっと」は「魔を祓うのは人間にしかできぬ」と話し[26]、アガメにはまずキワがマキリで挑み[36]、ユイが破魔矢でとどめを刺す[37]。

アニメ版では舞台のモデルとして大槌町の風景が使用されている。

### あらすじ（アニメ映画）
女子高生だったユイは、高圧的な父親から逃れるために家出し、偶然に東日本大震災に巻き込まれた。狐崎の避難所で身元の登録を迫られるユイ。居場所を父親に知られれば連れ戻されてしまう。そんなユイを、孫だと言って引き取る老女キワ。小学2年で天涯孤独になった少女ひよりも、キワは孫として引き取った。
震災で家を失ったキワは、岬に建つ古い家を借りていた。この家は「マヨイガ」といって、辿り着いた人を不自由なく“もてなす”不思議な力に満ちていた。遠野生まれのキワは幼い頃から、妖怪など不思議なもの（ふしぎっと）が見える女性だったのだ。祭りの練習に参加し，お神楽の笛や破魔矢を使う舞を覚えて、地元に馴染んで行くユイとひより。
岬の近くの袖ヶ浦には、海中に洞窟があり、数百年前から海ヘビの魔物（アガメ）が封印されていた。その封印が震災の津波で解けたと察するキワ。確認の為にキワは、近郊の川に住む「河童」たちを招集した。洞窟に潜り、アガメが開放されたと報告する河童たち。
アガメを自分ひとりで倒すと決めたキワは、ユイとひよりを故郷の遠野に避難させた。キワが狐崎に戻ったことに気づき、後を追うユイとひより。被災地の人々の悲しみをエネルギーとして吸収し、巨大化するアガメ。戦うも劣勢のキワ。ユイとひよりは、魔除けの力を信じて、神楽の笛や破魔矢でアガメに立ち向かった。ふしぎっと達の力も借りて、ユイ達はついにアガメを消失させた。

### 登場人物（アニメ映画）

#### 人間
ユイ
声 - 芦田愛菜
ある事情で家を飛び出してきた17歳の少女。
盛岡の「ずっと北の方」の「同じ県内の山間の川沿い」の街に住んでいた。両親は小学生の頃に離婚し、中学時代は軟式野球部に所属。厳格な父から高圧的な扱いを受けて家を出、列車の中で地震に遭遇し、最寄りの狐崎の避難所で暮らしていた。本名は「ゆりえ」で、避難所の係員に名前を問われた際に本名と母の名（あい）から「ユイ」という名を発想して名乗った。
3人で暮らすようになってから食料品店でアルバイトを始め、蕎麦屋から譲られた原動機付き自転車に乗るようになる。
キワさん
声 - 大竹しのぶ
ユイとひよりを引き取り、一緒に「マヨイガ」で暮らすおばあちゃん。フルネームは原作同様「山名キワ」。
避難所には地震から1月半ほど後に現れ、その場でユイとひよりを引き取って岬の家で暮らし始める（避難所ではユイやひよりと同居していない）。
遠野出身で、子供の頃に両親と死に別れ、親戚に預けられて育つ。その頃に河童をはじめとした「ふしぎっと」と知り合う。中学卒業後は海女になり、その後「いろんなところで働いた」という。
狐崎に来たのはアガメを倒すためで、狛犬に教えられてユイとひよりを引き取った。遠野のマヨイガから一人だけ狐崎に戻る（ユイとひよりはあとから列車で戻った）。
ひより
声 - 粟野咲莉
両親を一度に亡くし、ショックで声を失った8歳の少女。
舞台となる年の1月までは盛岡に住んでいたが、両親を交通事故で失ったため狐崎の父方の伯父に引き取られていた。しかし伯父夫妻は津波に流され、避難所で暮らしていた。本作品では「ひより」はキワに付けられた名ではない。
巻尾玲子
声 - 三宅希空
ひよりの同級生。本作品では祖父と同居している設定。
吉井さん
声 - 一城みゆ希
蕎麦屋の青年
声 - 佐藤拓也
狐崎の蕎麦屋に勤める青年。出前をやめて不要になった原付を（吉井さん経由で）ユイに譲る。また、神楽の稽古の際に、破魔矢の意味をユイに教えた。
女性職員
声 - 桑島法子
智子
声 - 森なな子
ユイの父
声 - 横堀悦夫
玲子のおじいちゃん
声 - 佐々木省三
玲子の兄
声 - 広瀬裕也
玲子の母
声 - 菊地伸枝
同級生男子
声 - 林田悠作
村田さんの奥さん
声 - 平ますみ

#### 人間以外
豊沢川の河童
声 - 伊達みきお
北上川の河童
声 - 富澤たけし
馬淵川の河童
声 - 宇野祥平
小鎚川の河童
声 - 達増拓也
座敷童
声 - 天城サリー
田中のお地蔵様
声 - 江原正士
狛犬
狐崎の避難所近くの神社のもの。その上に乗っていた木の枝を取り除こうとしたひよりをユイが手伝った（それが二人の出会い）。その後、アガメが現れるようになると、キワが家の警護のために呼び寄せた。

### スタッフ（アニメ映画）
- 原作 - 柏葉幸子[16]
- 監督 - 川面真也[16]
- 脚本 - 吉田玲子[16]
- キャラクターデザイン原案 - 賀茂川[16]
- ふしぎっとキャラクター原案 - 丹治匠[45]
- キャラクターデザイン・総作画監督 - 清水洋[45]
- 美術監督 - 畠山佑貴[45]
- 色彩設計 - 水野愛子[45]
- CGディレクター - 高野慎也[45]
- 撮影監督 - 渡辺有正[45]
- 編集 - 長谷川舞[45]
- 音楽 - 宮内優里[16]
- 音響監督 - 木村絵理子[45]
- 録音調整 - 内田誠[45]
- 音響制作 - 東北新社[45]
- 統括プロデューサー - 高瀬透子[45]
- プロデューサー - 松尾拓、竹枝義典、岩崎紀子[45]
- 制作 - david production[16]
- 製作 - 「岬のマヨイガ」製作委員会[16]
- 配給 - アニプレックス[16]
- 助成 - 文化庁文化芸術振興費補助金（映画創造活動支援事業）独立行政法人日本芸術文化振興会[45]

### 主題歌
「マヨイガ」
羊文学による主題歌。作詞・作曲は塩塚モエカ、編曲は羊文学。

### ノベライズ
映画のノベライズ作品が2種類刊行されている。青い鳥文庫版は児童文学作家の森川成美が、単行本版は映画の脚本を担当した吉田玲子が著している。
- 岬のマヨイガ 映画ノベライズ（講談社青い鳥文庫、2021年8月4日発売、ISBN 978-4-06-524628-3）[58]
文：森川成美、原作：柏葉幸子、脚本、吉田玲子、監修：「岬のマヨイガ」製作委員会
- 小説 劇場版アニメ 岬のマヨイガ（講談社、単行本、2021年8月4日発売、ISBN 978-4-06-523703-8）[59]
著、吉田玲子、原作：柏葉幸子、監修：「岬のマヨイガ」製作委員会